# Вільмерінг
Вільмерінг (нім. Willmering) — громада в Німеччині, розташована в землі Баварія. Підпорядковується адміністративному округу Верхній Пфальц. Входить до складу району Кам.
Площа — 10,30 км2. Населення становить 2021 ос. (станом на 31 грудня 2020).